# 山口県庁舎
山口県庁舎（やまぐちけんちょうしゃ）は山口県山口市にある広域自治体たる山口県の役所（県庁）の本庁舎。

## 概要
山口市の北部、古城ヶ岳の南麓に位置する。中心市街地の北縁にあたり、庁舎背後に山が迫るロケーションとなっている。五重塔で知られる瑠璃光寺に香山を挟んで隣接しており、アングルによっては瑠璃光寺から山口県庁舎の一角が視野に入る。建物は本館棟 （1号及び2号）、厚生棟、議会棟、警察棟の4棟から構成される。
この地には元々旧山口藩庁が置かれていた（現在も旧山口藩庁門が残されている）が、敷地内に設けられた旧県庁舎・県会議事堂（現：山口県政資料館）が手狭になったことから、敷地内および隣接していた山口大学のキャンパス（亀山校地）跡地に多数の分庁舎を設ける事態となっていた。このため、県庁機能の集約化を目指して整備が行われ、1975年に議会棟が先行して落成、遅れて1984年に本館棟・厚生棟が、1990年に警察棟が落成し、県庁舎の機能がほぼ集約された（現在も、県政資料館や亀山公園に隣接する春日山庁舎に一部の機能が残されている）。また、本館棟の北側にプレハブ造りの北庁舎が残されている。
厚生棟の東側に香山から流れる自然の滝があり、庁舎内では滝のせせらぎが聞こえる。この滝の存在は庁舎がある『滝』という町名 （もとは字名） を象徴するかのようであるが、町名自体は県庁北西方面の法泉寺跡付近を流れる滝に由来する。

## 各棟の概要
本館棟
1984年6月竣工。正面玄関・エントランスホールを囲む地上4階地下1階の1号（南側）と、地上15階地下1階の2号（北側）が一体化した構造となっている。2号はエレベーターホールを中心に点対称の構造となっている。
1号には主に知事室・副知事室や会議室を、2号には知事部局のほか、企業局、教育庁、各種行政委員会（公安委員会を除く）を配置している。
1階には、中央県民相談室、情報公開センター、刊行物センター、旅券センターなどがある。また、山口銀行（指定金融機関）県庁内支店・西京銀行県庁支店や郵便局の窓口（山口県庁内郵便局）がある。
2号棟の高さは69.26mで、2007年に下関市のヴェルタワー下関 （マンション、地上22階、最高部高77.4m） が完成するまでは、山口県内最高層の建築物だった。最上階（15階）には展望スペースがあり、山口市街地を一望にできる（東京都庁舎と異なり、開庁日の開庁時間にのみ一般公開されている）。
厚生棟
1984年6月竣工。地上4階。
本館棟の北側（奥）に位置する。本館棟とは2階 - 4階の各階で連絡する。
喫茶、売店、県職員労働組合事務所など、主として職員の福利厚生のために部屋が割り当てられている。
議会棟
1975年1月完成、1990年11月増築工事完成。地上6階地下1階。
本館棟の東側（正面玄関に向かって右）に位置する。本館棟とは3階と4階で連絡する。
山口県議会および関係部局を配置している。
警察棟
1990年3月竣工。地上9階地下1階。
本館棟の西側（正面玄関に向かって左）に位置する。本館棟とは3階で連絡する。
山口県警察本部および関係部局（公安委員会を含む）を配置している。

## 本庁舎内の組織

### 知事部局
8部2局59課12室ある。2006年からの組織改革で誕生した部局もある。2008年現在の部局名は以下の通り。
- 総務部
- 総合政策部
- 地域振興部
- 環境生活部
- 健康福祉部
- 商工労働部
- 農林水産部 - かつては農林部と水産部が独立した組織であった（独立した水産部を持つ数少ない県であった）が、2006年の機構改革で統合された。
- 土木建築部
- 国体・障害者スポーツ大会局
- 会計管理局

### 知事部局以外
- 山口県企業局
- 山口県教育委員会・教育庁
- 山口県選挙管理委員会
- 山口県労働委員会
- 山口県人事委員会
- 山口県漁業調整委員会
- 山口県収用委員会

## 歴史
- 1864年 - 山口藩庁（政事堂）および藩庁門が完成
- 1916年 - 旧県庁舎本館、旧県会議事堂が完成（現在の山口県政資料館）
- 1923年 - 印刷所庁舎建設。（以後1968年まで、敷地内に17棟の庁舎を建築。）
- 1975年 - 議会棟が完成
- 1984年 - 本館棟と厚生棟が完成、7月4日開庁
- 1990年 - 警察棟が完成。議会棟の増築工事が完成
- 1993年 - 県庁外構整備工事が完了（現庁舎整備事業のすべてが完成）

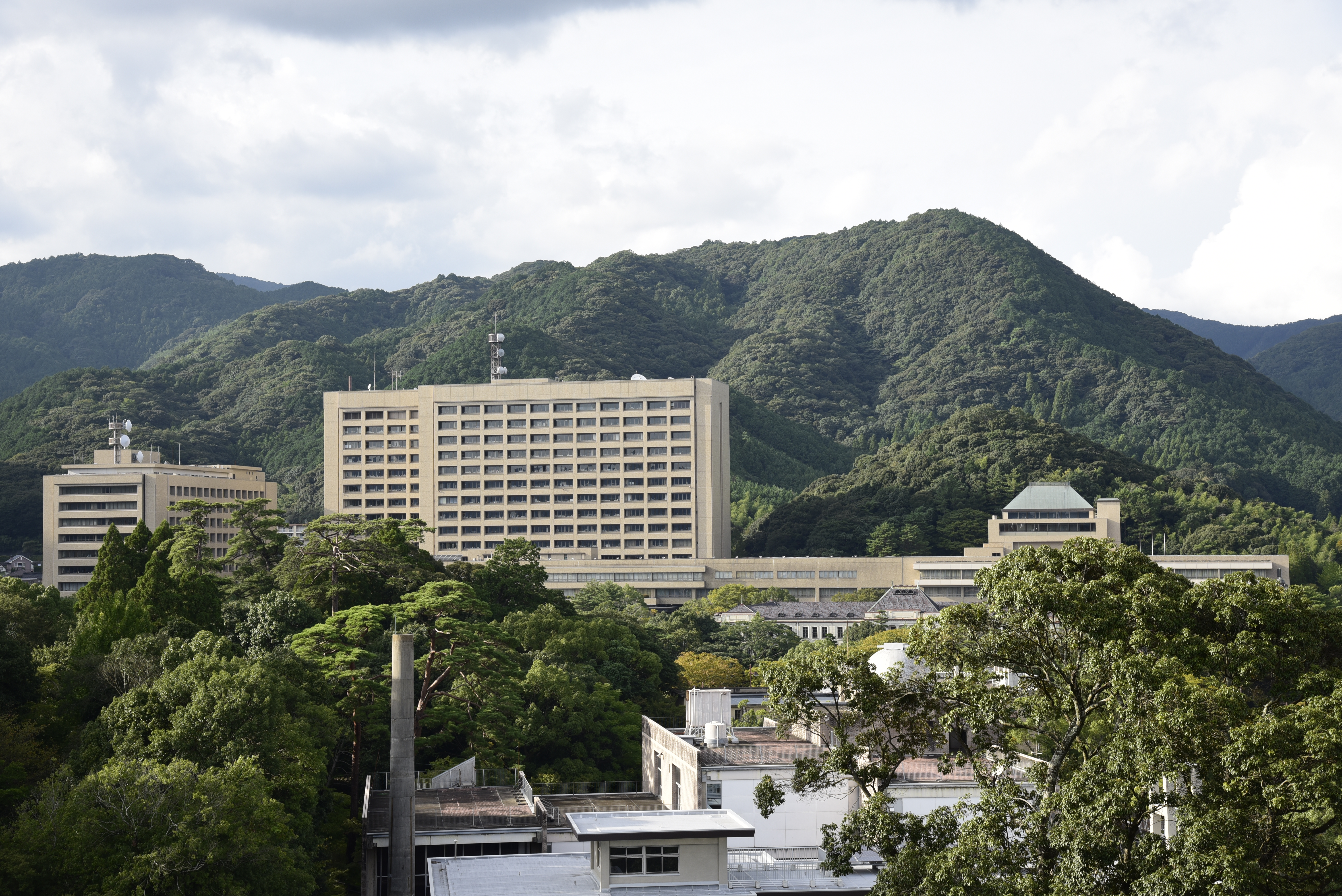
県庁舎全景
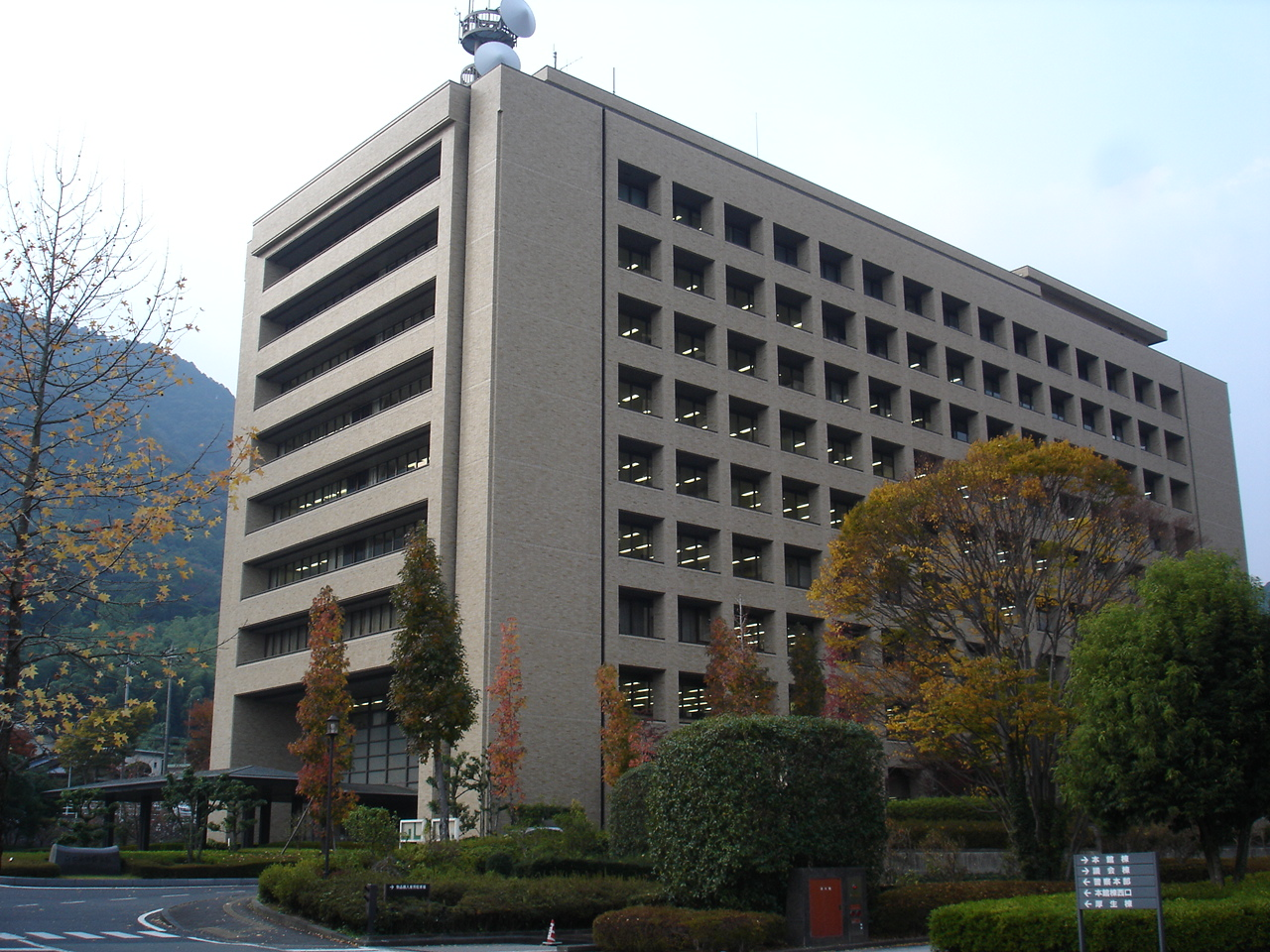
警察棟 （山口県警察本部）
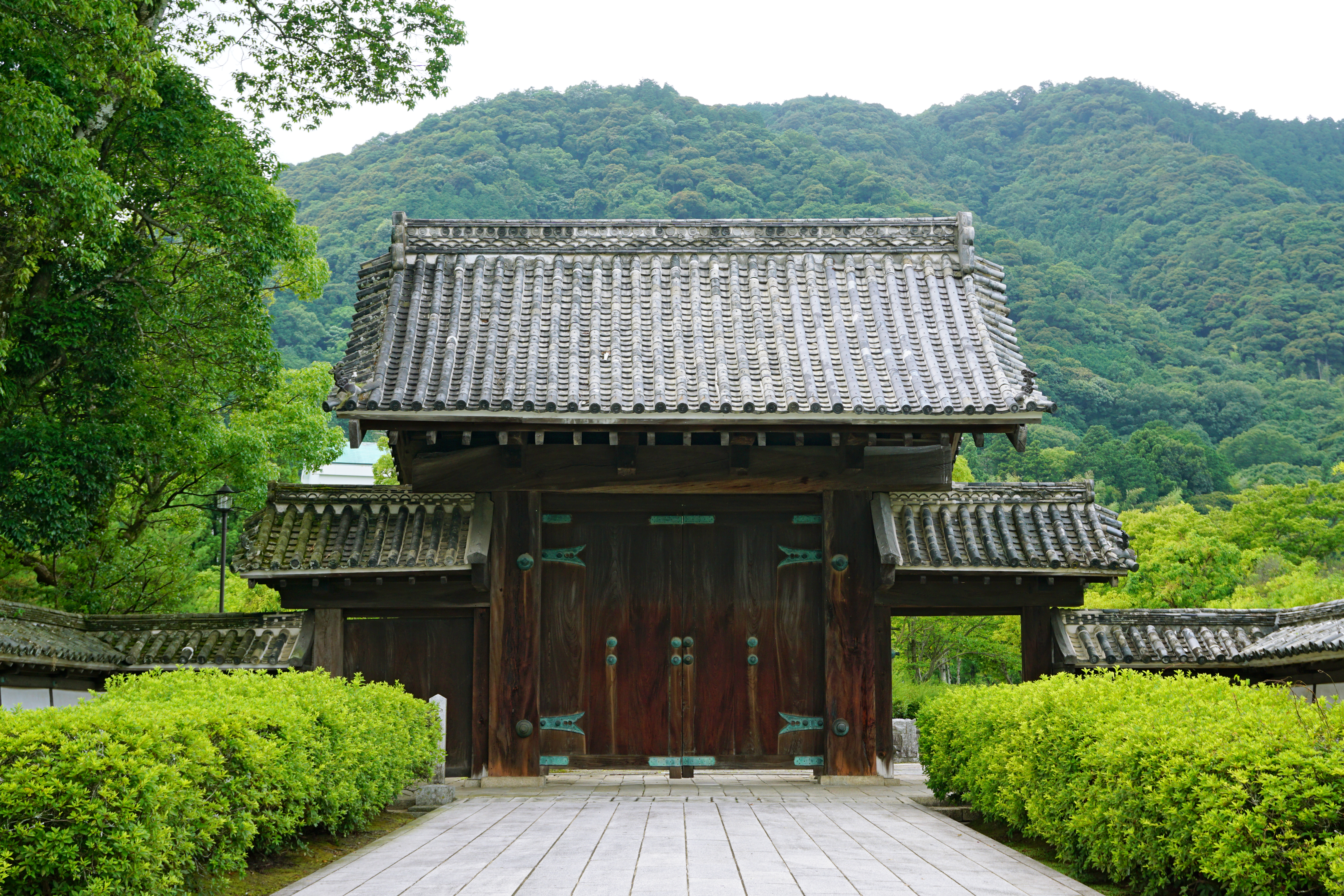
藩庁門
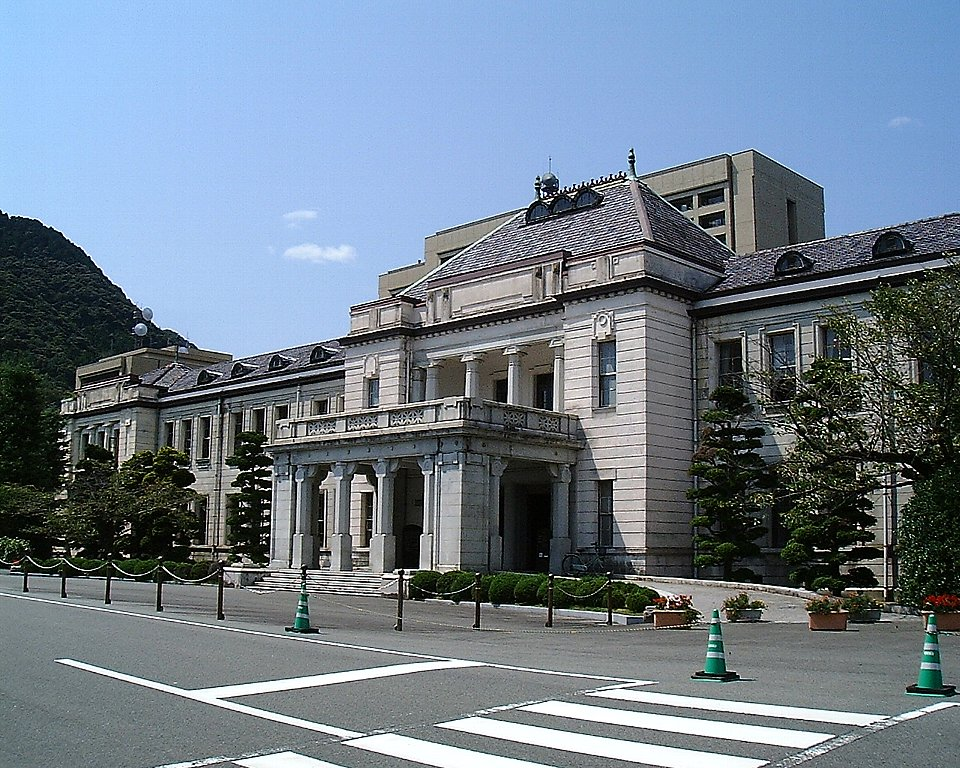
旧県庁舎本館 （県政資料館）
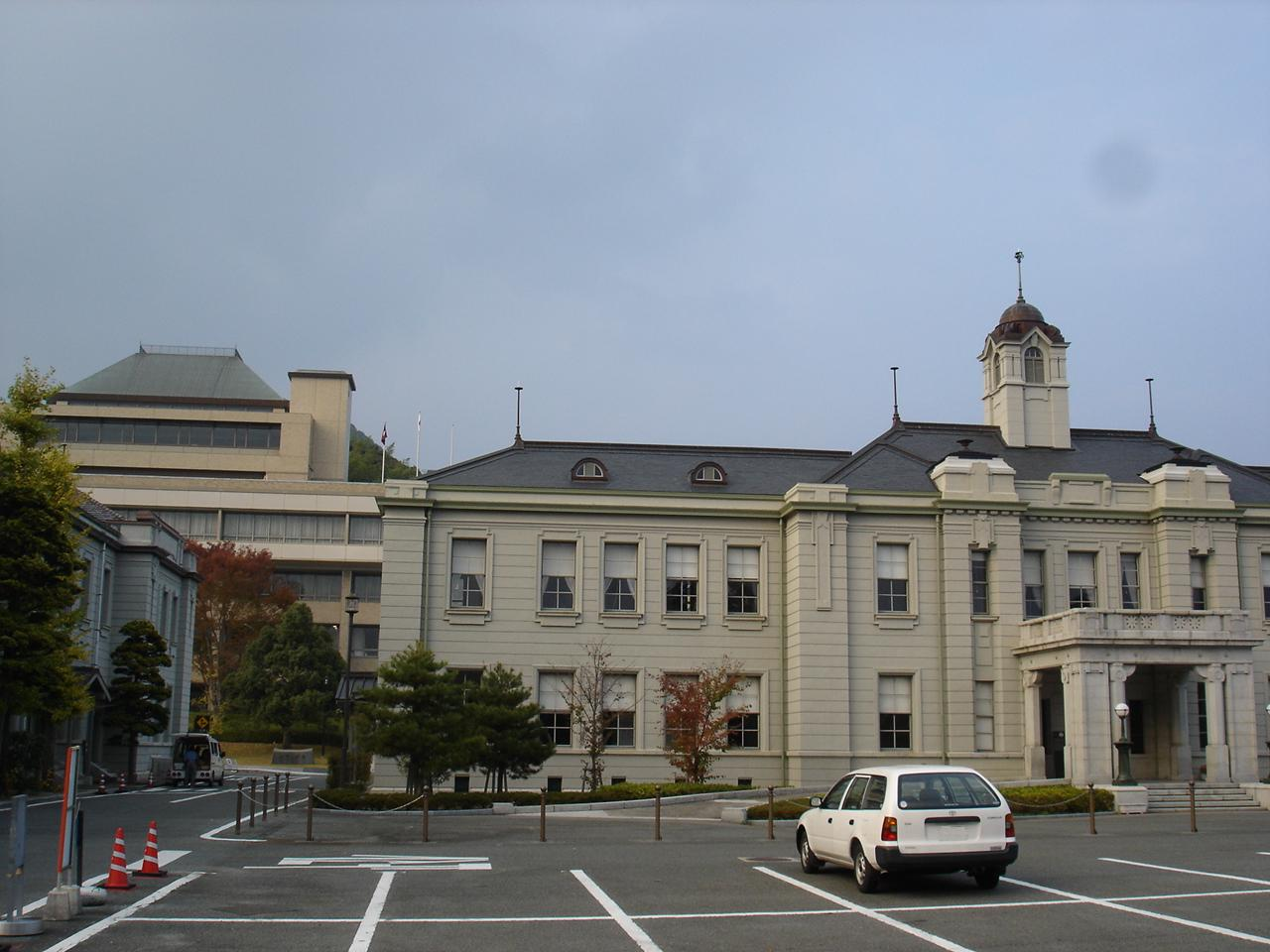
旧県会議事堂
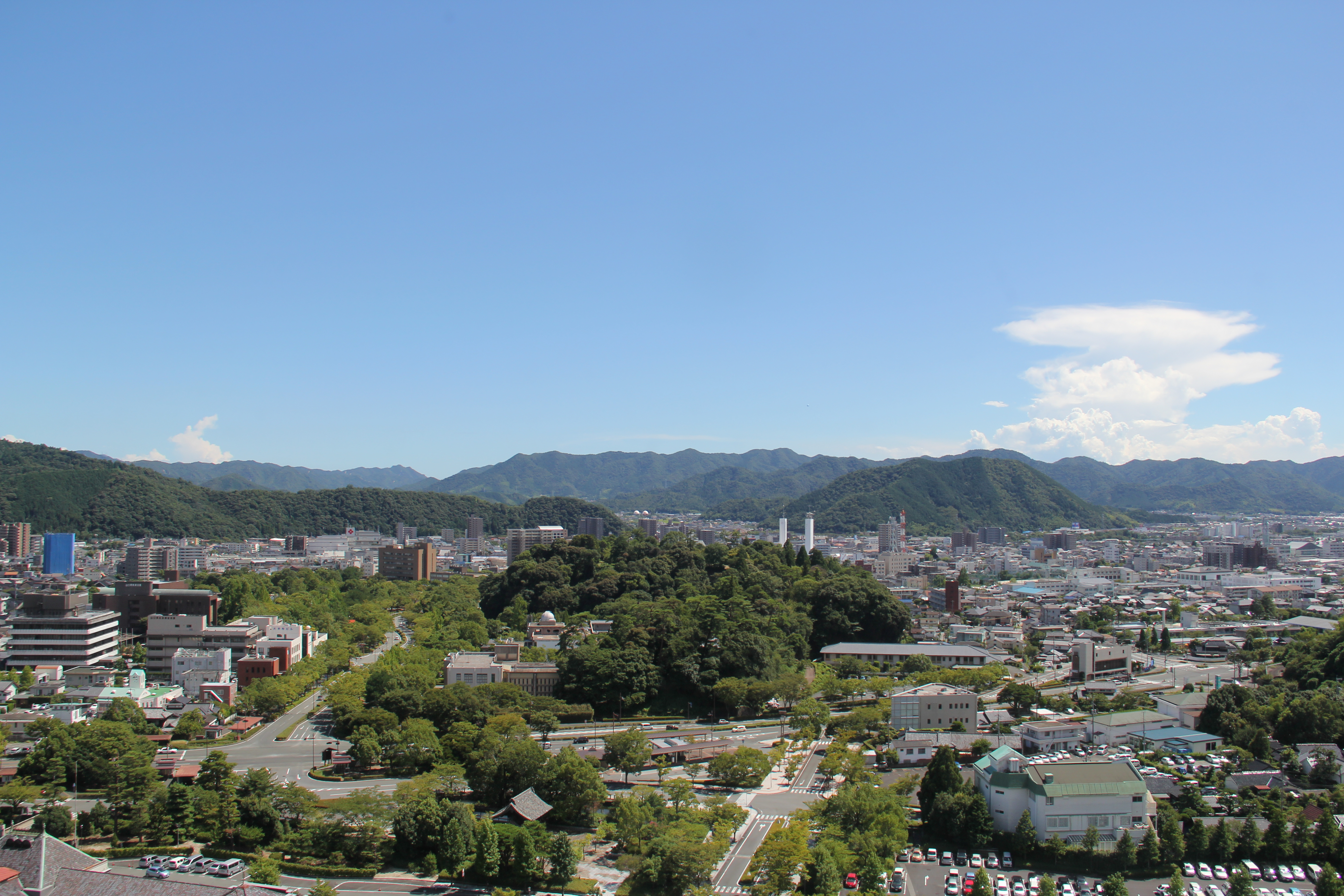
15F展望ホール（南側）からの風景
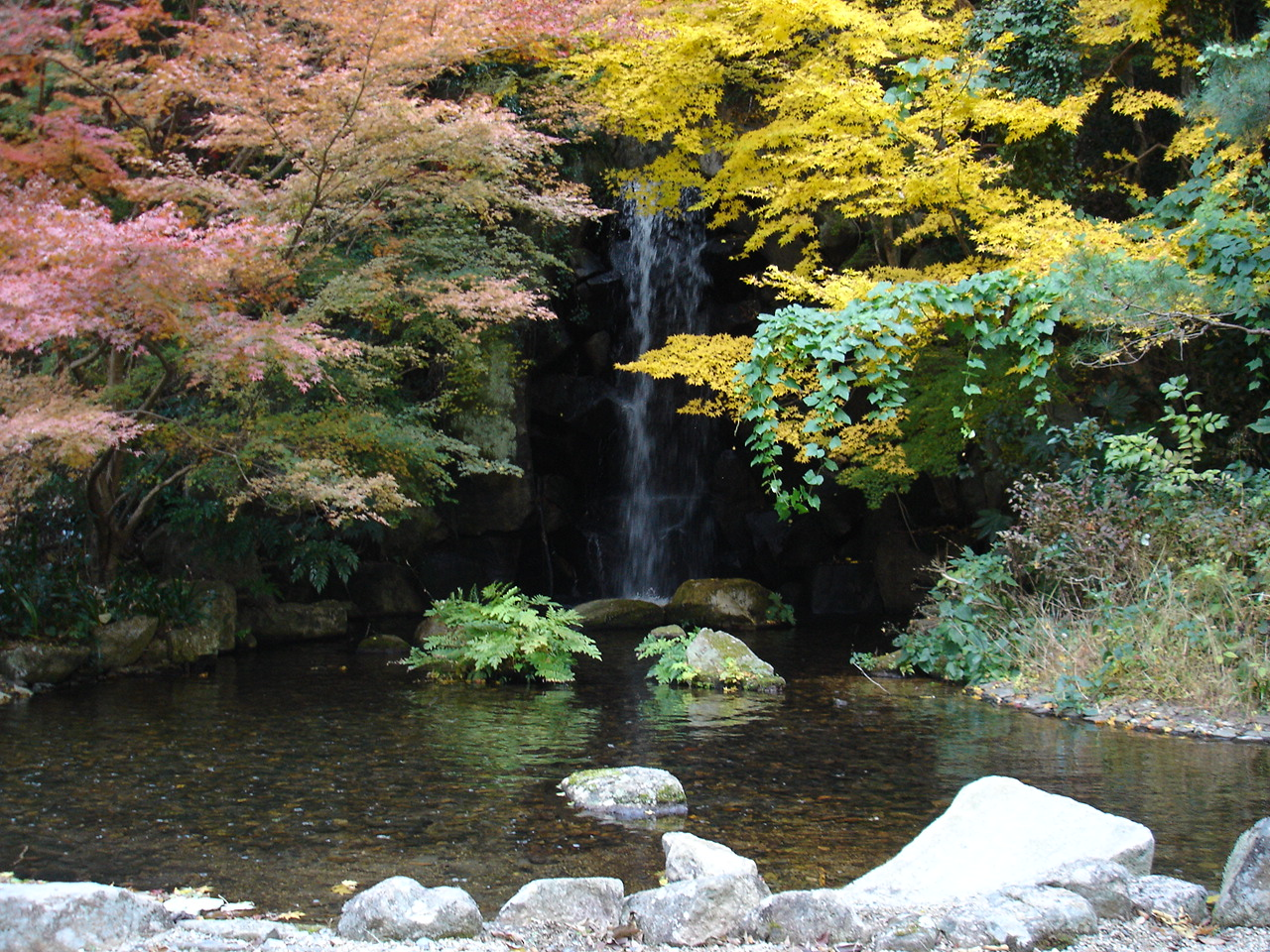
敷地内にある滝
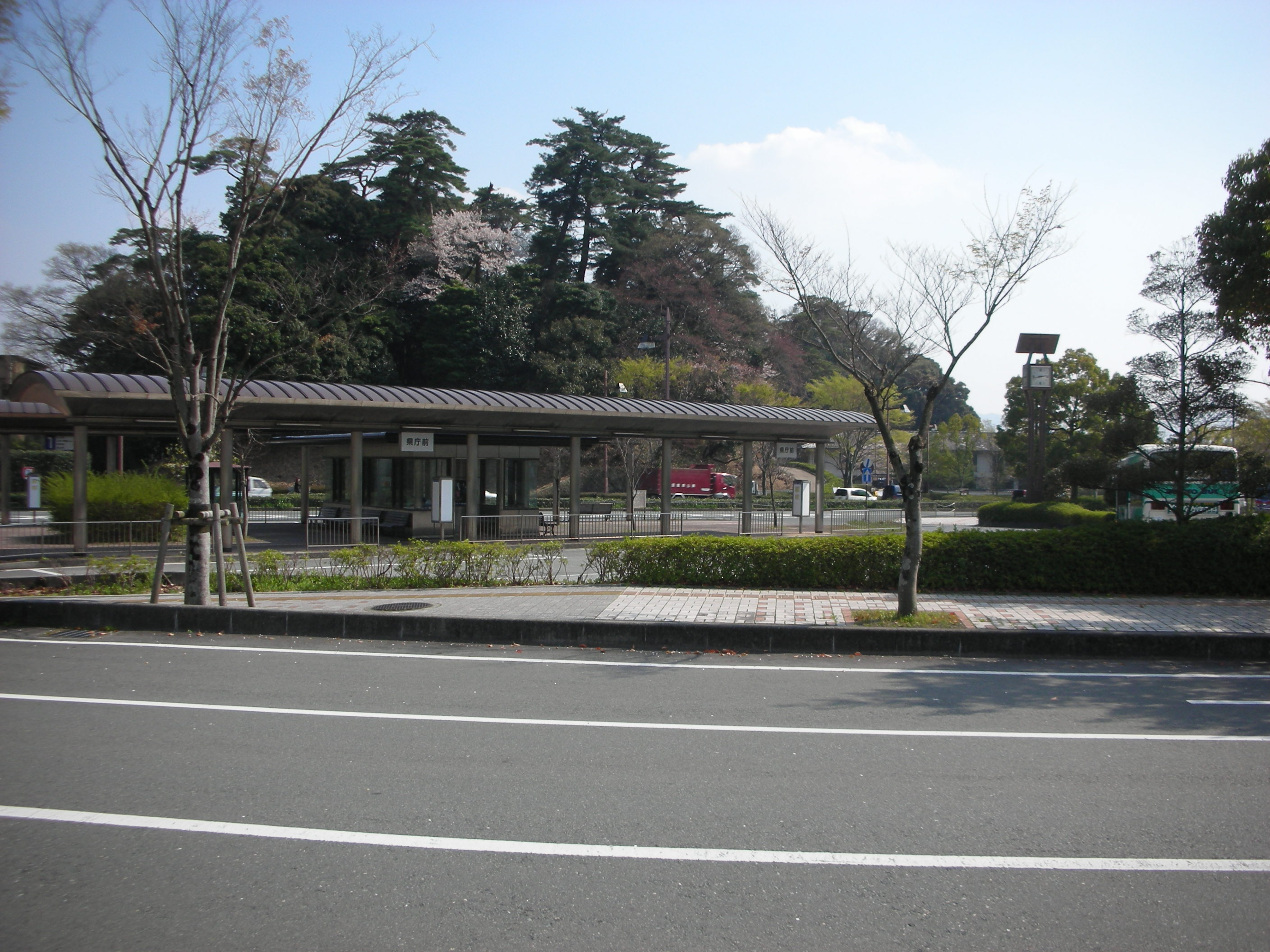
県庁前バス停

## アクセス
- JR山口駅から徒歩で約20分
- 防長バス・JRバス「県庁前」バス停で下車すぐ

## 周辺
- 瑠璃光寺
- 山口大神宮
- 山口県立山口博物館
- 亀山公園
- 山口県立美術館
- 山口県立山口図書館・山口県文書館
- サビエル記念聖堂
- 山口市民会館
- 山口市役所

道路
- パークロード（県道203号）
- 国道9号山口バイパス